# لاشکود
لاشکود (به مجاری:  Laskod) یک منطقهٔ مسکونی در مجارستان است که در سابولچ-ساتمار-برگ واقع شده‌است. لاشکود ۱۳٫۵۹ کیلومتر مربع مساحت و ۱٬۰۸۷ نفر جمعیت دارد.